# زملول هندي
زملول هندي (الاسم العلمي: Exobasidium indicum) هو نوع من الفطريات يتبع جنس الزملول من فصيلة الزملولية.